# Eleição municipal de São Pedro da Aldeia em 2016
A eleição municipal da cidade brasileira de São Pedro da Aldeia em 2016 ocorreu no dia 02 de outubro de 2016, como parte do conjunto de eleições municipais no Brasil que ocorreram no mesmo ano. Na ocasião, foram eleitos um prefeito, vice-prefeito e 10 vereadores para a Câmara Municipal da cidade.
A campanha eleitoral contou com a participação de 5 candidatos a prefeito. O prefeito em exercício, Cláudio Chumbinho, eleito em 2012 pelo PT, esteve apto a disputar sua reeleição. O primeiro turno foi realizado em 02 de outubro de 2016. Chumbinho, candidato pelo PMDB, foi eleito com 20.478 votos (46,22% dos votos válidos), seguido de Elizangela Lobo, do PSB, que obteve 17.042 votos (38,47%).
Na Câmara dos Vereadores, 186 candidatos concorreram ao pleito e 10 foram eleitos. Dentre os vereadores eleitos, 2 foram reeleitos. O PMDB foi o partido que conquistou o maior número de assentos, com 4 eleitos. Bia de Guga foi a candidata mais votada, recebendo 2.272 votos (5,22% dos votos válidos). Os candidatos eleitos tomaram posse na Prefeitura de São Pedro da Aldeia em 1 de janeiro de 2017 para exercerem um mandato de quatro anos.

## Candidatos à prefeitura
| Nº      | Prefeito(a)  | Prefeito(a)             | Prefeito(a) | Prefeito(a)                                 | Vice-prefeito | Vice-prefeito | Vice-prefeito  | Vice-prefeito | Vice-prefeito                     | Coligação                                                                             |
| Nº      | Candidato(a) | Candidato(a)            | Partido     | Cargos relevantes                           | Candidato     | Candidato     | Candidato      | Partido       | Cargos relevantes                 | Coligação                                                                             |
| ------- | ------------ | ----------------------- | ----------- | ------------------------------------------- | ------------- | ------------- | -------------- | ------------- | --------------------------------- | ------------------------------------------------------------------------------------- |
| 15      |              | Chumbinho               | PMDB        | - Prefeito de São Pedro da Aldeia           |               |               | Mauro Lobo     | DEM           | - Empresário                      | São Pedro da Aldeia Não Pode Parar PMDB PDT PSDC PSL PRP PP PTN PRTB PCdoB DEM PPS PT |
| 40      |              | Elizangela Lobo         | PSB         | - Empresária                                |               |               | Robinho        | PRB           | - Vereador de São Pedro da Aldeia | São Pedro, Uma Nova Proposta PSB PR PV PTdoB PRB PSD SD PTB Patriota PSC PTC          |
| 45      |              | Rui Pinheiro Engenheiro | PSDB        | - Engenheiro                                |               |               | Teixeirão      | REDE          | - Comerciante                     | Mãos Limpas Para Governar PSDB REDE PPL                                               |
| 50      |              | Renato Reis             | PSOL        | - Professor de Ensino Médio                 |               |               | João Batista   | PSOL          | - Servidor Público Municipal      | Sem coligação                                                                         |
| 90      |              | Professor Clebio        | PROS        | - Professor de Ensino Fundamental - Teólogo |               |               | Getulio Vargas | PROS          | - Militar Reformado               | Sem coligação                                                                         |
| Fontes: |              |                         |             |                                             |               |               |                |               |                                   |                                                                                       |

## Candidatos à vereança
| Coligação                                      | Partido | Partido | Candidaturas |
| ---------------------------------------------- | ------- | ------- | ------------ |
| O Ser Humano Em Primeiro Lugar (20 candidatos) |         | PRB     | 7            |
| O Ser Humano Em Primeiro Lugar (20 candidatos) |         | SD      | 6            |
| O Ser Humano Em Primeiro Lugar (20 candidatos) |         | PSC     | 6            |
| O Ser Humano Em Primeiro Lugar (20 candidatos) |         | PSD     | 1            |
| São Pedro É Nosso (20 candidatos)              |         | PTB     | 19           |
| São Pedro É Nosso (20 candidatos)              |         | PEN     | 1            |
| Amor Por São Pedro (19 candidatos)             |         | PDT     | 9            |
| Amor Por São Pedro (19 candidatos)             |         | PSDC    | 7            |
| Amor Por São Pedro (19 candidatos)             |         | PCdoB   | 3            |
| Um Olhar Para o Futuro (19 candidatos)         |         | PR      | 6            |
| Um Olhar Para o Futuro (19 candidatos)         |         | PTdoB   | 5            |
| Um Olhar Para o Futuro (19 candidatos)         |         | PSB     | 5            |
| Um Olhar Para o Futuro (19 candidatos)         |         | PV      | 3            |
| Rumo à Vitória (19 candidatos)                 |         | DEM     | 9            |
| Rumo à Vitória (19 candidatos)                 |         | PTN     | 5            |
| Rumo à Vitória (19 candidatos)                 |         | PT      | 3            |
| Rumo à Vitória (19 candidatos)                 |         | PSL     | 2            |
| Um Futuro Melhor (19 candidatos)               |         | PP      | 14           |
| Um Futuro Melhor (19 candidatos)               |         | PRP     | 3            |
| Um Futuro Melhor (19 candidatos)               |         | PRTB    | 2            |
| O Desenvolvimento Chegou (17 candidatos)       |         | PMDB    | 16           |
| O Desenvolvimento Chegou (17 candidatos)       |         | PPS     | 1            |
| O Novo com a Força do Povo (16 candidatos)     |         | PSDB    | 11           |
| O Novo com a Força do Povo (16 candidatos)     |         | PPL     | 3            |
| O Novo com a Força do Povo (16 candidatos)     |         | REDE    | 2            |
| União é Força (16 candidatos)                  |         | PHS     | 8            |
| União é Força (16 candidatos)                  |         | PMB     | 8            |
| Sem coligação                                  |         | PTC     | 14           |
| Sem coligação                                  |         | PSOL    | 4            |
| Sem coligação                                  |         | PROS    | 3            |
| Fontes:                                        |         |         |              |

## Resultados da eleição

### Prefeito
| Candidato(a) a prefeito  | Candidato(a) a prefeito        | Candidato(a) a vice-prefeito | Primeiro turno 02 de outubro de 2016 | Primeiro turno 02 de outubro de 2016 |
| Candidato(a) a prefeito  | Candidato(a) a prefeito        | Candidato(a) a vice-prefeito | Total                                | Percentagem                          |
| ------------------------ | ------------------------------ | ---------------------------- | ------------------------------------ | ------------------------------------ |
|                          | Chumbinho (PMDB)               | Mauro Lobo (DEM)             | 20.478                               | 46,22%                               |
|                          | Elizangela Lobo (PSB)          | Robinho (PRB)                | 17.042                               | 38,47%                               |
|                          | Rui Pinheiro Engenheiro (PSDB) | Teixerão (REDE)              | 5.491                                | 12,39%                               |
|                          | Renato Reis (PSOL)             | João Batista (PSOL)          | 749                                  | 1,69%                                |
|                          | Professor Clebio (PROS)        | Getulio Vargas (PROS)        | 544                                  | 1,23%                                |
| Total de votos válidos   | Total de votos válidos         | Total de votos válidos       | 44.304                               | 44.304                               |
| Votos apurados           |                                |                              |                                      |                                      |
| Votos válidos            | Votos válidos                  | Votos válidos                | 44.304                               | 90,09%                               |
| Votos em branco          | Votos em branco                | Votos em branco              | 1.608                                | 3,27%                                |
| Votos nulos              | Votos nulos                    | Votos nulos                  | 3.266                                | 6,64%                                |
| Total de votos apurados  | Total de votos apurados        | Total de votos apurados      | 49.178                               | 49.178                               |
| Eleitores                |                                |                              |                                      |                                      |
| Comparecimentos          | Comparecimentos                | Comparecimentos              | 49.178                               | 78,18%                               |
| Abstenções               | Abstenções                     | Abstenções                   | 13.725                               | 21,82%                               |
| Total de eleitores aptos | Total de eleitores aptos       | Total de eleitores aptos     | 62.903                               | 62.903                               |
| Total de seções: 181     |                                |                              |                                      |                                      |
| Fontes:                  |                                |                              |                                      |                                      |

### Composição da Câmara Municipal
|                          |                          |                 |                 |          |    |
| Nº                       | Partido                  | Votos populares | Votos populares | Assentos | ±  |
| Nº                       | Partido                  | Votos           | %               | Assentos | ±  |
| 15                       | PMDB                     | 11.691          | 25,62%          | 4        | 2  |
| 12                       | PDT                      | 4.791           | 10,5%           | 2        | 2  |
| 14                       | PTB                      | 4.604           | 10,09%          | 1        | 1  |
| 77                       | SD                       | 2.367           | 5,19%           | 1        | 1  |
| 43                       | PV                       | 2.346           | 5,14%           | 1        | 1  |
| 22                       | PR                       | 1.738           | 3,81%           | 1        | 1  |
| 11                       | PP                       | 4.030           | 8,83%           | 0        | -  |
| 27                       | PSDC                     | 1.871           | 4,1%            | 0        | 2  |
| 40                       | PSB                      | 1.723           | 3,78%           | 0        | 1  |
| 10                       | PRB                      | 1.258           | 2,76%           | 0        | -  |
| 20                       | PSC                      | 1.131           | 2,48%           | 0        | -  |
| 55                       | PSD                      | 1.044           | 2,29%           | 0        | 1  |
| 45                       | PSDB                     | 1.019           | 2,23%           | 0        | -  |
| 23                       | PPS                      | 1.006           | 2,2%            | 0        | 1  |
| 31                       | PHS                      | 947             | 2,08%           | 0        | 1  |
| 35                       | PMB                      | 592             | 1,3%            | 0        | -  |
| 25                       | DEM                      | 528             | 1,16%           | 0        | -  |
| 36                       | PTC                      | 458             | 1%              | 0        | -  |
| 65                       | PCdoB                    | 454             | 0,99%           | 0        | -  |
| 44                       | PRP                      | 409             | 0,9%            | 0        | -  |
| 13                       | PT                       | 314             | 0,69%           | 0        | 2  |
| 50                       | PSOL                     | 302             | 0,66%           | 0        | -  |
| 70                       | PTdoB                    | 224             | 0,49%           | 0        | -  |
| 19                       | PTN                      | 209             | 0,46%           | 0        | -  |
| 18                       | REDE                     | 195             | 0,43%           | 0        | -  |
| 17                       | PSL                      | 181             | 0,4%            | 0        | -  |
| 90                       | PROS                     | 116             | 0,25%           | 0        | -  |
| 54                       | PPL                      | 35              | 0,08%           | 0        | -  |
| 51                       | PEN                      | 31              | 0,07%           | 0        | -  |
| 28                       | PRTB                     | 21              | 0,05%           | 0        | -  |
| Total de votos válidos   | Total de votos válidos   | 45.635          | 45.635          | 10       | 10 |
| Votos apurados           |                          |                 |                 | 10       | 10 |
| Total de votos válidos   | Total de votos válidos   | 45.635          | 92,8%           | 10       | 10 |
| Votos em branco          | Votos em branco          | 1.379           | 2,8%            | 10       | 10 |
| Votos nulos              | Votos nulos              | 2.164           | 4,4%            | 10       | 10 |
| Total de votos apurados  | Total de votos apurados  | 49.178          | 49.178          | 10       | 10 |
| Eleitores                |                          |                 |                 | 10       | 10 |
| Comparecimentos          | Comparecimentos          | 49.178          | 78,18%          | 10       | 10 |
| Abstenções               | Abstenções               | 13.725          | 21,82%          | 10       | 10 |
| Total de eleitores aptos | Total de eleitores aptos | 62.903          | 62.903          | 10       | 10 |
| Fontes:                  |                          |                 |                 |          |    |

### Vereadores eleitos
| Candidato(a) | Candidato(a)     | Partido | Votos | Votos       | Cidade de origem    | Unidade federativa/País |
| Candidato(a) | Candidato(a)     | Partido | Total | Percentagem | Cidade de origem    | Unidade federativa/País |
| ------------ | ---------------- | ------- | ----- | ----------- | ------------------- | ----------------------- |
|              | Bia de Guga      | PMDB    | 2.272 | 5,22%       | São Pedro da Aldeia | Rio de Janeiro          |
|              | Mislene de André | PV      | 1.568 | 3,6%        | São Pedro da Aldeia | Rio de Janeiro          |
|              | Zezinho          | SD      | 1.544 | 3,55%       | São Pedro da Aldeia | Rio de Janeiro          |
|              | Denilson         | PMDB    | 1.489 | 3,42%       | São Pedro da Aldeia | Rio de Janeiro          |
|              | Bruno Costa      | PMDB    | 1.486 | 3,41%       | São Pedro da Aldeia | Rio de Janeiro          |
|              | Naldinho         | PMDB    | 1.311 | 3,01%       | Cabo Frio           | Rio de Janeiro          |
|              | Guerreiro        | PDT     | 1.262 | 2,9%        | São Pedro da Aldeia | Rio de Janeiro          |
|              | Ediel            | PDT     | 1.241 | 2,85%       | Cabo Frio           | Rio de Janeiro          |
|              | Leni Santos      | PR      | 717   | 1,65%       | São Pedro da Aldeia | Rio de Janeiro          |
|              | Claudinha        | PTB     | 678   | 1,56%       | São Pedro da Aldeia | Rio de Janeiro          |
| Fontes:      |                  |         |       |             |                     |                         |